# Temporada de 1986 de Bolo Palma
La temporada de 1986 de bolo palma sería la última en la que se disputaría el Torneo Diputación (competición de Liga) con tan solo peñas cántabras, puesto que la Federación Española decidió crear la Liga Nacional de cara a 1987; además se jugó la primera edición del Campeonato de España por equipos de cuatro jugadores.

## Torneo Diputación
El Torneo Diputación (la competición liguera por equipos) siguió contando un año más con tan solo peñas de Cantabria. La competición se jugaba con las peñas divididas en dos grupos, de los que saldrían los dos finalistas, comenzando el 5 de abril. Las doce peñas participantes fueron:
- UD Barreda
- Casa Sampedro (Torres)
- Cobo (Liérganes)
- Comercial Guci (Solares)
- Construcciones Rotella (Torrelavega)
- La Carmencita (Santander)
- La Cavada
- Maliaño Puertas Roper
- Peñacastillo (Santander)
- Telesforo Mallavia (Torrelavega)
- Textil Santanderina (Cabezón de la Sal)
- Virgen de las Quintas (Queveda)

En la final la PB Puertas Roper se impuso a la PB La Carmencita.
Efectos de la clasificación: la Peña Bolística Maliaño Puertas Roper se adjudicó su segundo título liguero, después del logrado dos años antes (1984), sucediendo en el palmarés a la Peña Bolística Construcciones Rotella. Descendieron de categoría las peñas Telesforo Mallavia de Torrelavega y la debutante Virgen de las Quintas de Queveda.

## Campeonato de España de Clubs
La séptima edición del Campeonato de España de Clubs sería la última de su historia. Participaron los siguientes clubs de Asturias, Cádiz, Cantabria, Guipúzcoa, Madrid y Vizcaya:
- PB Bolera Eladio (El Puerto de Santa María)
- PB Casa Sampedro (Torres)
- PB La Campanona (Alles)
- PC La Ponderosa (San Fernando de Henares)
- PB Maliaño Puertas Roper
- PB Montañesa (Ermua)
- PR Buenos Aires (Guipúzcoa)
- PB San Ignacio (Bilbao)

El campeonato se lo adjudicó en la final de Ontoria la Peña Cántabra La Ponderosa, de San Fernando de Henares, venciendo en la final a la Peña Bolística Maliaño Puertas Roper por 3-1.

## Copa Presidente de Cantabria[1]
La Copa Presidente de Cantabria, organizada por la Federación Cántabra, se disputó entre peñas de Cantabria, venciendo en la final Puertas Roper de Maliaño a La Carmencita de Santander por un global de 9-3 en la final a doble vuelta.
La Peña Bolística Maliaño-Puertas Roper logró su primer título en esta competición, sucediendo en el palmarés a la peña Construcciones Rotella, campeona los dos años anteriores.

## Campeonato de España individual
El Campeonato de España individual, en su XLVII edición, se jugó en Torrelavega por decimotercera vez en la historia. Tete Rodríguez, de la Peña Bolística Construcciones Rotella, se llevó la victoria final totalizando 681 bolos. Para Rodríguez fue su sexta victoria, después de las logradas en 1973, 1978, 1980, 1981 y 1984, sucediendo en el palmarés a Rafael Fuentevilla.

## Campeonato de España por parejas
El Campeonato de España por parejas, en su XXV edición, se jugó en Maliaño por primera vez en la historia. Santos Ruiz y Miguel G. se llevaron la victoria final totalizando 1227 bolos. Para la pareja fue su primera victoria, sucediendo en el palmarés a Tete Rodríguez y Rafael Fuentevilla, campeones los cuatro años anteriores.

## Campeonato de Cantabria individual
El Campeonato de Cantabria individual, del que se celebraba su XLVI edición, se jugó en Torrelavega por undécima vez en la historia y terminó con victoria de Tete Rodríguez, de la Peña Bolística Construcciones Rotella, totalizando 648 bolos. Para el campeón esta fue su cuarta victoria en el regional, después de las lograda en 1974, 1979 y 1980, sucediendo en el palmarés a Chiqui Linares, campeón el año anterior.

## Campeonato de Cantabria por parejas
El 18, 19 y 20 de julio el Campeonato de Cantabria por parejas, del que se celebraba su XXV edición, se jugó en Santander por decimosegunda vez en la historia y terminó con victoria de Calixto García y Rafael Fuentevilla, de la Peña Bolística Maliaño Puertas Roper, totalizando 1201 bolos. Para los campeones esta fue su primera victoria en el regional, sucediendo en el palmarés a la pareja formada por el propio Fuentevilla y Tete Rodríguez, campeones los últimos cinco años.

## Otros torneos
- Torneo de San Isidro (Madrid): victoria de José Manuel Gómez, "Lin", con 373 bolos por los 364 de Rafael Fuentevilla.
- Torneo de La Patrona (Torrelavega): victoria de José Manuel Gómez, "Lin", con 394 bolos por los 383 de Ingelmo.
- Torneo de San Mateo (Reinosa): victoria de Tete Rodríguez con 396 bolos por los 351 de Alfonso.
- Torneo Ciudad de Barcelona: victoria de Tete Rodríguez sobre Agustín en la final en la Ciudad Condal.
- Trofeo Bahía de Cádiz: victoria de Rafael Fuentevilla con 376 bolos, sobre José Manuel Ortiz (363).